# Galactia irwinii
Galactia irwinii är en ärtväxtart som beskrevs av John Macqueen Cowan. Galactia irwinii ingår i släktet Galactia och familjen ärtväxter. Inga underarter finns listade i Catalogue of Life.